# El libro de la selva (película de 1942)

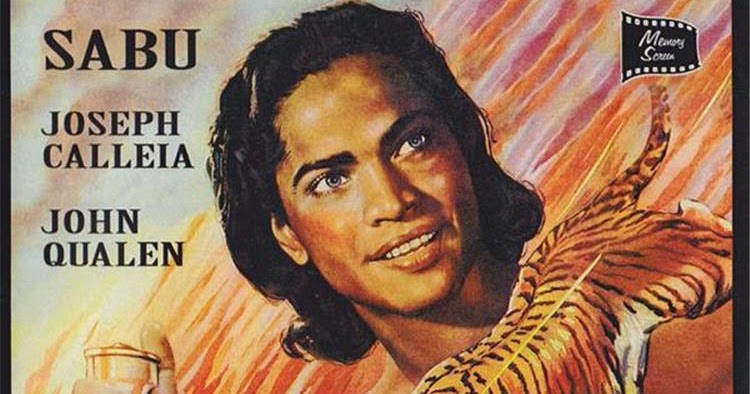
Cartel de la película.

El libro de la selva (Jungle Book) es una película de 1942 basada en la novela homónima del escritor indo británico Rudyard Kipling. Se trata de la primera versión cinematográfica del libro.
La película de 1942 fue realizada por los hermanos Korda: Zoltan como director, y Vincent y Alexander como productores. El personaje de Mowgli es interpretado magistralmente por el actor indio Sabú. Completan el reparto Joseph Calleia, John Qualen, Frank Puglia, Rosemary DeCamp, Patricia O'Rourke y Ralph Byrd.
El film está rodado en color, obteniendo unos planos de la selva muy pintorescos y hermosos.
La música, compuesta por Miklós Rózsa, fue candidata al premio Óscar. Aunque la película tuvo otras tres candidaturas en ese certamen: en decorados, fotografía y efectos especiales.

## Argumento
En una aldea de la India, Búldeo, un viejo narrador, le contaba a una joven turista de Inglaterra un relato de su juventud. Una historia con animales de la selva, búsqueda de tesoros y enseñanzas de la vida; en esa época, él era conocido como el valiente cazador de su aldea natal. 
En esos días, él soñaba que su aldea un día se convertiría en la ciudad más importante de todas, y que la selva sentiría su respeto. 
Mientras tanto, formó parte de una aventura cuando el hijo de Messua desapareció. Ella y su marido iniciaron la búsqueda, cuando él acabó siendo asesinado por un tigre llamado Shere Khan; lo que nadie imaginó es que el pequeño fue adoptado por una familia de lobos conformada por Akela y Raksha, creciendo entre los cachorros y fue bautizado como Mowgli. En su adolescencia, el muchacho-lobo se vio forzado a dejar la manada para buscar a Shere Khan y acabar con él.  
En su fuga, Mowgli descubrió por primera vez al hombre en su aldea natal, donde era visto como una bestia salvaje que debía ser eliminada, aunque allí se reencontró con su madre, y se quedó a vivir con ella. Con el tiempo, Mowgli aprendió las costumbres de los hombres y creó una amistad e interés con Mahala, pese a las órdenes estrictas de su padre, Buldeo.   
Cuando Mowgli decidió, junto con Mahala y algunos de sus amigos, visitar la selva descubrieron la ciudad de los monos donde se encontraba un tesoro abandonado. Allí una cobra les advirtió que el tesoro era peligroso y decidieron marcharse. Pero Mahala se llevó una de las monedas y cuando Buldeo las vio decidió hacer lo posible para buscar la ciudad. 
Mowgli decidió ir a la selva con su colmillo a cumplir su promesa de matar a Shere Khan, cosa que consiguió con la ayuda de la serpiente pitón Kaa. Cuando estaba a punto de arrancarle la piel, Mowgli vio a Buldeo con su arma amenazándole para que lo llevara a la ciudad de los monos. Cuando Mowgli se rehusó, Buldeo decidió acabar con él pero en ese momento Bagheera una pantera negra y amiga de Mowgli, detuvo a Buldeo quien creyó que Bagheera era Mowgli convertido en pantera.   
Cuando Mowgli regresó con la piel de Shere Khan se reveló que Buldeo les dijo a los aldeanos que el muchacho era un brujo y todos decidieron llevarlo al sacrificio, donde Buldeo lo amenazaba con llevarlos a la ciudad, sin embargo Messua se sacrificó ella misma para liberar a su hijo.  
Durante ese momento Buldeo con dos compañeros lograron seguir a Mowgli hasta la ciudad donde se fueron con todo lo que tenían, en esos momentos la codicia se apoderaba de ellos matándose entre sí con golpes o lanzándose a los cocodrilos gigantes. Buldeo al escuchar a los amigos animales de Mowgli haciendo sus llamados los acusó a todos por brujos, tanto así, que decidió matarlos a todos y cada uno de los animales de la selva. 
Al regresar a la aldea, Buldeo obtuvo paja con fuego para llevar a la selva causando un incendio, mientras, en la aldea, todos los aldeanos, incluyendo a Mahala y los animales, tuvieron que escapar del enorme incendio a una isla segura. Mientras tanto Mowgli, junto con la ayuda de Haití y el resto de la manada de elefantes salvó a su madre, y su familia de la selva del incendio. Messua, Mahala y el resto de los aldeanos le ofrecieron a Mowgli la oportunidad de quedarse con ellos, pero él eligió quedarse en la selva con sus amigos animales y de allí no se lo volvió a ver. 
La escena final regresa al presente donde Buldeo termina su historia admitiendo que no logró su venganza y que la selva fue quién lo derrotó a él y a sus sueños. Cuando la turista le hizo muchas preguntas, después de eso, él respondió: esa es otra historia, acabando la película.

## Música
En 1943, se publicó un disco de 78-RPM con la narración de Sabu, la estrella de la película, en una grabación hecha directamente de la banda sonora. Se convirtió en la primera grabación comercial de la partitura orquestal de una película estadounidense extra-musical. El álbum fue un éxito. 
Aunque la película es de dominio público, los elementos maestros de 35MM están con ITV Global Entertainment Ltd. Un lanzamiento de video oficial está disponible actualmente en The Criterion Collection.

## Producción
En 1940, los tres hermanos Korda salieron de Londres para Hollywood, donde dos de sus películas que habían comenzado la producción en el Reino Unido se completaron: The Thief of Bagdad y That Hamilton Woman.   
United Artists otorgó a Alexander Korda 300.000 dólares para financiar la producción de El Libro de la Selva, que fue producido por la compañía estadounidense que montó para sus producciones de Hollywood: Alexander Korda Films, Inc.  
La adaptación de Laurence Stalling fue criticada por alejarse demasiado del original, así como los frecuentes desacuerdos entre los hermanos Alexander y Zoltan, que no ayudaron. Zoltan quería una historia realista, mientras que Alex sugería una exuberante epopeya fantasiosa.  
Alex, como siempre, se salió con la suya al final. 

## Reparto
- Sabu como Mowgli.
- Joseph Calleia como Buldeo.
- John Qualen como El barbero.
- Frank Puglia como El gurú.
- Rosemary DeCamp como Messua.
- Patricia O’Rourke como Mahala.
- Ralph Byrd como Durgaived.
- Faith Brook como La chica inglesa.
- Noble Johnson como Sikh.

## Premios
La película fue candidata a cuatro premios de la academia: 
- Mejor Dirección de Arte-Decoración Interior, Color (Vincent Korda, Julia Heron)
- Mejores efectos visuales (Lawrence W. Butler, William A. Wilmarth)
- Mejor puntuación  original
- Mejor fotografía